# La classe d'esgrima
La classe d'esgrima (títol original en finès: Miekkailija i en estonià: Vehkleja; títol internacional en anglès: The fencer) és una pel·lícula finlandesa de 2015 dirigida pel cineasta Klaus Härö. Està basada en la vida d'Endel Nelis, un tirador i entrenador d'esgrima estonià. Fou la seleccionada per Finlàndia per competir pels Oscars en la categoria de millor pel·lícula de parla no anglesa, arribant a la llista curta de 9 pel·lícules però sense qualificar-se per a la selecció final. Sí que fou present als Globus d'Or del 2016, també nominada a la categoria millor pel·lícula de parla no anglesa. La pel·lícula es va doblar al català.

## Argument
L'escena introductòria és una contextualització històrica de la pel·lícula: durant la Segona Guerra Mundial Estònia fou ocupada per l'Alemanya nazi, que va obligar a incorporar la majoria dels estonians a l'exèrcit alemany. Seguidament, el país fou ocupat la Unió Soviètica, que va tractar de criminals a tots els soldats de l'exèrcit alemany. Passada la guerra, Estònia fou incorporada a la Unió Soviètica.
A principis dels anys 1950 un jove home, Endel Nelis, arriba a Haapsalu (Estònia, aleshores part de la Unió Soviètica) havent abandonat Leningrad per tal de defugir la policia secreta. Troba un treball de professor i funda un club d'esport pels seus estudiants, als quals els ensenya la seva gran passió: l'esgrima. El director de l'escola, que desaprova la iniciativa d'Endel, comença a investigar el passat del nouvingut. Mentrestant, l'amic i entrenador d'Endel, Alexi, li recomana de no retornar a Leningrad sota cap circumstància.
L'esgrima esdevé un gran hobby pels estudiants i neix una estreta relació entre ells i Endell, a qui consideren una espècie de pare, especialment perquè molts han esdevingut orfes de resultes de l'ocupació russa. Quan els estudiants volen participar en un torneig nacional d'esgrima celebrat a Leningrad, Endel es topa amb el dilema d'haver de decebre els seus estudiants o posar en risc la seva seguretat acompanyant-los a Leningrad.

## Repartiment
| Intèrpret               | Personatge              |
| ----------------------- | ----------------------- |
| Märt Avandi             | Endel                   |
| Ursula Ratasepp         | Kadri                   |
| Hendrik Toompere junior | director de l'escola    |
| Liisa Koppel            | Marta                   |
| Joonas Koff             | Jaan                    |
| Lembit Ulfsak           | avi de Jaan             |
| Piret Kalda             | mare de Jaan            |
| Egert Kadastu           | Toomas                  |
| Ann-Lisett Rebane       | Lea                     |
| Elbe Reiter             | Tiiu                    |
| Jaak Prints             | subordinat del director |
| Kirill Käro             | Aleksei                 |
| Leida Rammo             | guàrdia                 |
| Raimo Pass              | agent                   |
| Erkki Tikan             | agent                   |
| Maria Avdjuško          | oficial a Leningrad     |
| Alina Karmazina         | entrenador d'Armènia    |